# روبین لایولی
روبین لایولی (انگلیسی: Robyn Lively؛ زادهٔ ۷ فوریهٔ ۱۹۷۲) یک هنرپیشه اهل ایالات متحده آمریکا است. وی از سال ۱۹۷۸ میلادی تاکنون مشغول فعالیت بوده‌است.

## زندگی شخصی
روبین لایولی در پودراسپرینگ، جورجیا ، در یک خانواده بازیگر زاده شد. مادر ، ناپدری و تمام خواهر و برادرهای او در صنعت تلویزیون بوده یا هستند.او دختر مدیر استعدادیابی تلویزیون رونالد و الین لایولی است..خواهر و برادرهای او لوری و جیسون و خواهر و برادرهای ناتنی اش بلیک و اریک ، بازیگرهای سینمای هالیوود می باشند.

وی در ۲۵ سپتامبر سال ۱۹۹۹ با بازیگر آمریکایی ، بارت جانسون ازدواج کرد و حاصل ازدواج آنها ۳ فرزند به نام های کیت ، بایلن و وایات بلیک است.

## فیلم ها

### سینمایی
- بهترین زمان
- بچه کاراته‌کار، قسمت سوم
- سیمون میلر چه کسی است؟
- ویجا

### سریال
- پرونده‌های ایکس
- نسخه اولیه
- نمایش درو کری
- سی‌اس‌آی: نیویورک
- جراحی پلاستیک
- ذهن‌های مجرم
- ۳۰ راک
- منتالیست
- غیب‌گو
- توئین پیکس